# Forces belges libres
Les Forces belges libres étaient au cours de la Seconde Guerre mondiale les membres des forces armées belges qui ont continué le combat contre les puissances de l’Axe après la reddition de l'armée belge et l'occupation de la Belgique par le Troisième Reich. Les Belges ont combattu sur plusieurs théâtres d’opérations, y compris la Grande-Bretagne, l’Afrique de l’Est et le Nord-ouest de l’Europe.
La décision du Roi Léopold III de déposer les armes le 28 mai 1940 ne fut pas acceptée par les membres du gouvernement belge en exil (dirigé par le premier ministre Hubert Pierlot), qui avait fui à Paris et par la suite à Londres. Sous les auspices de ce gouvernement, les forces armées belges furent organisées de façon à continuer les opérations militaires en tant que composante des forces Alliées. Les troupes coloniales belges disponibles au Congo belge furent ainsi mises immédiatement à la disposition de l’effort de guerre allié.

## Forces belges libres terrestres
Les forces terrestres des Forces belges libres provenaient de trois sources différentes. Il s’agissait de la Force publique au Congo, d’expatriés belges du Royaume-Uni et du Canada, ainsi que de Belges émigrés dans le reste du monde touchés par un ordre de mobilisation générale, et, après septembre 1944, de Belges libérés par la campagne alliée en Europe de l’Ouest.

### Troupes coloniales belges en Afrique
Trois brigades d’infanterie furent mobilisées au sein de la Force Publique au Congo en vue de combattre aux côtés des Alliés en Afrique. Ces troupes combattirent l’Italie en Abyssinie et en Éthiopie en 1941, campagne ponctuée par les victoires d'Asosa, Gambela, Bortaï et Saïo. C'est à Asosa que le lieutenant-général Gilliaert coupa la retraite du Général italien Gazzera, vice-roi d'Éthiopie, et accepta la reddition de 7 000 de ses hommes. Après cette conclusion victorieuse, une des brigades, la 1re, fut renommée la Brigade coloniale motorisée belge et servit dans un rôle de garnison chargée de protéger les arrières britanniques au Caire (Égypte) et en Palestine sous mandat britannique de 1943 à 1944. Les troupes coloniales belges en Afrique disposaient de vieilles armes et d’équipement comme le mortier Stokes et le canon de montagne 70 mm Saint Chamond.

### Brigade Piron
Des Belges et certains Luxembourgeois se trouvant au Royaume-Uni et au Canada, comprenant 163 rescapés de Dunkerque, furent recrutés à partir du 25 mai 1940 pour former la 1re brigade belge d’infanterie. Le commandant de ces forces terrestres en Grande-Bretagne était le Général Victor van Strydonck de Burkel. En raison du manque d’effectifs disponibles, l’unité crut lentement, en commençant par une unité de la taille d’un bataillon pour finir à celle d’une brigade en janvier 1943. Au départ, la brigade comprenait trois compagnies de fusiliers motorisés, une batterie d’artillerie, une compagnie du génie, un escadron de véhicules blindés et des unités de support. La brigade débarqua à Arromanches en Normandie le 8 août 1944 et combattit durant le mois qui suivit sur la côte nord de la France. Plusieurs villes de la côte française conservent le souvenir de leur libération par les soldats belges. Ceux-ci atteignirent la Belgique le 3 septembre, étant incorporés à la 1re Armée canadienne. Alors que le gouvernement reconstituait une force armée, les Belges combattirent au Sud des Pays-Bas jusqu’en décembre 1944. Ensuite, après sa réorganisation, la brigade comporta trois bataillons d’infanterie, un régiment d’artillerie de six batteries et un régiment de véhicules blindés. En avril 1945, elle retourna au combat aux Pays-Bas et ses unités combattirent à Nimègue et Walcheren. Également connue sous le nom de Brigade Piron (du nom de son commandant, le Colonel Jean-Baptiste Piron), la brigade belge était équipée d’armes et de matériels britanniques.

### Forces spéciales belges
Les soldats belges au Royaume-Uni contribuèrent également à la formation d’une compagnie au sein des commandos britanniques (désignée sous le nom de 4e compagnie, no 10 des commandos inter-Alliés). Les commandos belges combattirent en Italie, en Yougoslavie et à Walcheren. Fin 1944, deux autres compagnies de commandos furent créées en incorporant des effectifs disponibles au sein de ce qui avait été la Résistance belge. La Belgique fournit également un régiment de la taille d’un bataillon au Special Air Service, combattant dans le Nord de la France, en Belgique occupée et aux Pays-Bas de 1944 à 1945.

### Bataillons de fusiliers
Les effectifs libérés furent utilisés pour former  57 bataillons de fusiliers (infanterie), quatre bataillons du génie et quatre bataillons de pionniers ainsi que 34 bataillons de transport motorisé d’octobre 1944 à juin 1945,. L’essentiel des bataillons d’infanterie fut utilisé dans les zones de l’arrière. Cette tâche acquit de plus en plus d’importance au fur et à mesure que de grandes parties de l’Allemagne étaient conquises en 1945. La présence de troupes belges légèrement équipées désignées Liberated Manpower Units (LMU) affectés au 21e Groupe d’armées britannique et 12e Groupe d'armées des États-Unis permettait aux unités mieux équipées des principaux Alliés de poursuivre les opérations de combat sans avoir à détacher des éléments chargés de veiller à la sécurité de leurs lignes de communication. Toutefois, environ vingt de ces bataillons d’infanterie furent utilisés dans les combats lors de la bataille des Ardennes, aux Pays-Bas, dans la tête de pont de Remagen ainsi qu’à Pilsen en Tchécoslovaquie. En Belgique, le 5e bataillon de fusiliers jouit d’une reconnaissance particulière en raison de ses actions avec l’armée américaine au cours de la bataille des Ardennes. Au 8 mai 1945, les 142 unités prévues n'étaient pas toutes opérationnelles mais les LMU disposaient de 71 000 hommes. Une fois qu'une LMU n'était plus requise par le Supreme Headquarters Allied Expeditionary Force il est retourné en Belgique et a été dissous quelques semaines plus tard. Ainsi, pratiquement tous les LMU ont été dissous à la fin de septembre 1946.

## Forces belges libres maritimes
Au cours de la guerre, la marine belge au sein de la Royal Navy Section Belge (RNSB) disposait de deux corvettes : HMS Buttercup (K193) et HMS Godetia (K226), de trois patrouilleurs : HMS Phrontis, HMS Electra II et HMS Kernot, d’un groupe de dragueurs de mines (qui prend le nom de 118° escadrille de dragueurs de mines au sein de la nouvelle Force Navale Belge en 1946). 
La marine participa à la bataille de l’Atlantique et disposait de 350 hommes en mai 1943.

## Force belges libres aériennes
Au départ, les aviateurs belges de la Royal Air Force étaient des membres à titre individuel des escadrons britanniques. La Belgique fournit 29 pilotes au Fighter Command au cours de la bataille d'Angleterre. Par la suite, certains des pilotes belges furent incorporés au sein de deux escadrilles complètement belges, la 349e (créée en novembre 1942) et la 350e (créée en novembre 1941). Une troisième escadrille belge, intégrée d'abord à l'aviation sud-africaine, a rejoint les deux autres escadrilles en Angleterre. En juin 1943, environ 400 pilotes belges servaient dans la RAF. Faisant initialement partie de la défense aérienne du Royaume-Uni, les deux escadrilles combattirent par la suite dans la campagne en Europe de l’Ouest, incorporées au 21e Groupe d’armées avec les groupes no 83 et 84 de la RAF. Le raid britannique sur le quartier général de la Gestapo à Copenhague le 22 mars 1945 était commandé par un chef d’escadrille belge, Michel Donnet. En tout, près de 1 200 Belges servirent dans la RAF. Les Belges volèrent aux commandes de Spitfire, Typhoon et Curtiss P-40.

## Effectif global au cours du deuxième semestre 1943
On peut estimer l'effectif global des Forces belges libres au cours du deuxième semestre 1943 à environ 45.000 hommes, se décomposant comme suit :
- Force Publique du Congo répartie sur différents théâtres d'opérations : environ 40.000 hommes ;

- Brigade Piron : 2.200 hommes environ ;

- Commandos : une centaine d'hommes ;

- Aviateurs : 1.200 hommes environ dont 400 pilotes ;

- Marins à statut militaire : 350 hommes environ

- Marins à statut civil : 1.400 environ

## La fin de la guerre et après
En définitive, les Belges mobilisèrent près de 100 000 hommes sous les drapeaux entre le moment de la reddition de 1940 et le jour de la victoire finale sur l’Allemagne. À la fin de la guerre, cinq des brigades créées par la Belgique au moment de la libération et la Brigade Piron – qui avait contribué à la libération de la côte française du nord – formèrent deux divisions de la nouvelle armée belge qui furent utilisées en Ardennes et dans les combats de 1945 en Allemagne. Les commandos et les membres belges des SAS formèrent le Régiment des paracommandos et les escadrilles 349 et 350 de la R.A.F. constituèrent la base de la nouvelle Force aérienne belge. Cet effort de participation militaire (supérieur à celui des autres petites puissances européennes) permit à la Belgique de disposer à partir de 1946 d'une zone propre d'occupation au sein du secteur britannique dans l'Allemagne vaincue. 
L'ensemble du territoire contrôlé par l'OTAN, s'étendant de la frontière belge au rideau de fer, alla jusqu'à mobiliser en permanence 40 000 hommes avec leurs familles et toutes les installations militaires et civiles nécessaires.
D'autres éléments de la nouvelle armée belge seront par ailleurs reconstitués à partir des Brigades d'Irlande.

### Source
- (en) Cet article est partiellement ou en totalité issu de l’article de Wikipédia en anglais intitulé « Free Belgian Forces » (voir la liste des auteurs).